# 미쓰마루 히로무
미쓰마루 히로무(일본어: 三丸 拡, 1993년 7월 6일 ~ )는 일본의 축구 선수이다. 현재 J1리그의 가시와 레이솔에서 뛰고 있다.

## 구단 경력
그는 2016년부터 J리그의 사간 도스, 가시와 레이솔에서 뛰었다.